# Jenny Barazza
Jenny Barazza (née le 24 juillet 1981 à Codognè, dans la province de Trévise, en Vénétie) est une joueuse italienne de volley-ball. Elle mesure 1,88 m et joue au poste de centrale. Elle totalise 273 sélections en équipe d'Italie.

## Clubs
| Club              | Pays    | De           | À         |
| ----------------- | ------- | ------------ | --------- |
| Volley Codognè    | Italie  | 1996-1997    | 1996-1997 |
| AGS Volley        | Italie  | 1997-1998    | 1997-1998 |
| Club Italia       | Italie  | 1998-1999    | 1998-1999 |
| Busto Arsizio     | Italie  | 1999-2000    | 1999-2000 |
| Romanelli Firenze | Italie  | 2000-2001    | 2001-2002 |
| Mujeres Albacete  | Espagne | 2002-2003    | 2002-2003 |
| Volley Bergamo    | Italie  | 2003-2004    | 2008-2009 |
| Asystel Novara    | Italie  | 2009-2010    | 2009-2010 |
| Universal Modena  | Italie  | 2011-2012    | 2012-2013 |
| Imoco Volley      | Italie  | janvier 2013 | …         |

## Palmarès

### Équipe nationale
- Championnat d'Europe (2)
  - Vainqueur : 2007, 2009.
  - Finaliste : 2005.
- Grand Prix mondial
  - Finaliste : 2004.
- Coupe du monde (1)
  - Vainqueur : 2007.
- World Grand Champions Cup
  - Vainqueur : 2009.

### Clubs
- Ligue des champions (3)
  - Vainqueur : 2005, 2007, 2009.
- Coupe de la CEV (1)
  - Vainqueur : 2004.
- Championnat d'Italie (2)
  - Vainqueur : 2004, 2006.
  - Finaliste : 2013.
- Coupe d'Italie (2)
  - Vainqueur : 2006, 2008.
- Supercoupe d'Italie
  - Vainqueur: 2004.
  - Finaliste : 2013.

### Récompenses individuelles
- Championnat d'Europe de volley-ball féminin 2007: Meilleure contreuse.